# Ocean Park (Santurce)
|                                                  |                                                         |
| Coordenadas                                      | 18°27′9″N 66°2′59″O / 18.45250, -66.04972               |
| Entidad • País • Territorio • Municipio • Barrio | Sub-barrio Estados Unidos Puerto Rico San Juan Santurce |
| Superficie                                       | 0,52 km² (0,20 mi²)                                     |
| Población • Densidad poblacional                 | 1.976 (2000) 3.793,5 km² (9.825,1 mi²)                  |

Ocean Park es uno de los cuarenta «sub-barrios» del barrio Santurce en el municipio de San Juan, Puerto Rico. De acuerdo al censo del año 2000, este sector contaba con 1.976 habitantes y una superficie de 0,52 km².
Ocean Park está situado entre las playas de Condado e Isla Verde  haciendo un componente esencial apacible  de una zona residencial con calles bordeada de árboles, con numerosos ejemplos de viviendas unifamiliares de las décadas entre 1930 y 1950. Pequeños  alojamientos Bed & breakfast que se mezclan con la comunidad residencial también salpican la zona. Sus amplios arrecifes frontales al mar y costa afuera evitan grandes olas que lleguen a la playa, popular entre los visitantes playeros a la moda. Fuertes vientos alisios de temporada soplan de manera relativamente hacen que el área popular para kitesurf  y windsurf.